# Rogelio de Inchaurrandieta

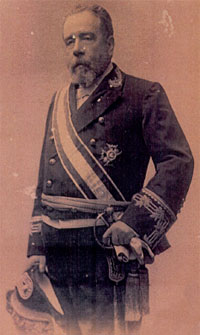
Rogelio de Inchaurrandieta y Páez.

Rogelio de Inchaurrandieta Páez (Granada, 16 de septiembre de 1836–Totana, 1915) fue un ingeniero de caminos, geólogo y arqueólogo español.

## Biografía
Nació el 16 de septiembre de 1836 en Granada, debido al trabajo de funcionario de Correos de su padre, circunstancia que también motivaría poco después el cambio de su residencia al municipio de Lorca. En 1854 ingresó en la Escuela de Caminos. A finales de mayo de 1859 terminó los estudios y fue destinado, en prácticas, a la provincia de Murcia. En 1865 descubrió un yacimiento de la Edad de Bronce en el Cerro de la Bastida, situado en Totana. Con motivo de la explanación del Cerro de la Plata en Madrid, en 1868, descubrió el Mastodonte del Mioceno y por orden ministerial se trasladó al Museo de Ciencias Naturales de Madrid.
Debido a su formación técnica Inchaurrandieta supervisó la construcción de la línea Linares-Almería, cuyo trazado buscaba enlazar los yacimientos de la cuenca minera de Linares-La Carolina con el puerto de almería. También ocupó el puesto de director general de la Compañía de los Caminos de Hierro del Sur de España.
Fue profesor y director de la Escuela de Ingenieros de Caminos, Canales y Puertos de Madrid, director del Canal de Isabel II y del de Aragón y Cataluña, ingeniero jefe de los estudios de los Ferrocarriles Pirenaicos, autor del proyecto del Noguera Pallaresa, presidente del Consejo de Obras Públicas, consejero de Instrucción Pública y miembro correspondiente de la Academia de Ciencias Exactas, Físicas y Naturales, miembro del Instituto de Reformas Sociales.
Falleció en Totana en 1915.